# Goris stadshus
Goris stadshus (georgiska: გორის მერია, goris meria) är en administrativ byggnad i Gori i Georgien. Staden ligger i östra Georgien och är huvudort i regionen Inre Kartlien. Enligt rapporter var byggnaden en av många i staden som skadades under kriget i Georgien 2008. Fram till och med år 2010 stod ett monument över Josef Stalin utanför Goris stadshus, som föddes i staden. Statyn omplacerades istället till Josef Stalin-museet, som även det ligger i Gori.

### Fotnoter
1. ↑  Adrian Blomfield (12 augusti 2008). ”Russians shells Gori despite claims Georgia conflict is over”. The Daily Telegraph. http://www.telegraph.co.uk/news/worldnews/europe/georgia/2546100/Russians-shells-Gori-despite-claims-Georgia-conflict-is-over.html.
2. ↑  ”Europe Georgia. Gori”. Arkiverad från originalet den 11 juni 2011. https://web.archive.org/web/20110611062709/http://www.europegeorgia.com/gori.html.
3. ↑  ”Stalin Statue Removed from Gori”. Civil Georgia. 25 juni 2010. http://www.civil.ge/eng/article.php?id=22453.